# 盤石力勝
盤石 力勝（ばんじゃく りきかつ、1834年〈天保5年〉 - 1875年〈明治8年〉10月15日）は、木瀬部屋，錦戸部屋に所属した元力士。江戸時代最後の新入幕力士である。
本名は古茶とのみ伝わっている（姓か名かは不明）。上総国市原郡養老村（現在の千葉県市原市養老）出身。身長・体重は不明。
最高位は西前頭筆頭。
津藩のお抱え力士として、1857年11月場所で初土俵（二段目〈現在の幕下〉）を踏んだ。1863年7月場所で、西十両9枚目（十枚目格）に昇進。十両時代は5割程度の勝率だったこともあり、比較的ゆっくりと昇進を重ねていった。1867年6月場所で、新入幕を果たした（ちなみに前述の通り、江戸時代最後の新入幕力士となった）。その場所では6勝3敗1休の好成績を挙げ、幕内に定着した。幕内でも5割程度の勝率を保ち、1873年4月場所でも6勝2敗1休1分の好成績を挙げた。その後、1874年3月場所で西前頭筆頭に昇進するも、念願の三役を目の前にして体調を崩し、5割前後あった勝率が急降下。同年12月場所では初土俵以来初めて休場し、翌1875年4月場所では1勝5敗4休と不振に終わると、同年10月に八坂神社（京都市）で開催された「三都合併相撲（東京相撲・大坂相撲・京都相撲の合同試合）」に東京相撲の上段張出で出場していたが、期間中の10月15日に脳卒中の発作を起こし、そのまま42歳で急死した。
幕内通算 15場所 53勝49敗14分1預33休の成績を残した。
改名歴は2回ある:錦帯→錦川→磐石 力勝。
美男としても知られ、女性のファンも多かった。また美男を活かして錦絵も多く描かれ、2代歌川国政によって描かれた着物姿の錦絵が現存している。錦絵の中には、津藩のお抱え力士だった為に、大小の脇差を二本差しにしている物もあったが、廃刀令により刀を取り除き、着物の紋を版木ごとすげ替えて、同じ大相撲力士の小ノヶ崎仙吉の錦絵として描かれた物もある。